# Districte de Saint-Dizier
El Districte de Saint-Dizier és un dels tres districtes amb què es divideix el departament francès de l'Alt Marne, a la regió del Gran Est. Té 11 cantons i 114 municipis. El cap del districte és la sotsprefectura de Saint-Dizier.

## Cantons
cantó de Chevillon - cantó de Doulaincourt-Saucourt - cantó de Doulevant-le-Château - cantó de Joinville - cantó de Montier-en-Der - cantó de Poissons - cantó de Saint-Dizier-Centre - cantó de Saint-Dizier-Nord-Est - cantó de Saint-Dizier-Oest (amb cap a: Éclaron-Braucourt-Sainte-Livière) - cantó de Saint-Dizier-Sud-Est - cantó de Wassy